# Quận Lee, Illinois
Quận Lee là một quận thuộc tiểu bang Illinois, Hoa Kỳ.
Quận này được đặt tên theo tên người kỵ binh Henry Lee III, cha của Robert E. Lee, hoặc chính khách Richard Henry Lee. Theo điều tra dân số của Cục điều tra dân số Hoa Kỳ năm 2000, quận có dân số 36.062 dân. Quận đóng ở Dixon.

## Địa lý
Theo Cục điều tra dân số Hoa Kỳ, quận có diện tích 1.889 km², trong đó có 10 km² là diện tích mặt nước.

## Thông tin nhân khẩu
Theo điều tra dân số 2 năm 2000, quận đã có dân số 36.062 người, 13.253 hộ gia đình, và 9.144 gia đình sống trong quận hạt. Mật độ dân số là 50 người trên một dặm Anh vuông (19/km²). Có 14.310 đơn vị nhà ở với mật độ trung bình 20 trên một dặm Anh vuông (8/km²). Cơ cấu chủng tộc của dân cư sinh sống trong quận bao gồm 92,68% người da trắng, 4,91% da đen hay Mỹ gốc Phi, 0,11% người Mỹ bản xứ, 0,56% châu Á, Thái Bình Dương 0,02%, 0,77% từ các chủng tộc khác, và 0,94% từ hai hoặc nhiều chủng tộc. 3,18% dân số là người Hispanic hay Latino thuộc một chủng tộc nào. 33,9% là người gốc Đức, Ailen 14,9%, 8,9% và 8,4% người Mỹ gốc Anh theo điều tra dân số năm 2000. 97,1% nói người gốc Anh và 1,7% tiếng Tây Ban Nha là ngôn ngữ đầu tiên của họ.

2.000 điều tra dân số kim tự tháp tuổi cho Lee County.There được 13.253 hộ, trong đó 32,20% có trẻ em dưới 18 tuổi sống chung với họ, 55,90% là đôi vợ chồng sống với nhau, 9,30% có một chủ hộ nữ không có mặt chồng, và 31,00% đã không gia đình. 26,50% hộ gia đình đã được tạo ra từ các cá nhân và 12,10% có người sống một mình 65 tuổi hoặc lớn hơn. Cỡ hộ trung bình là 2,49 và cỡ gia đình trung bình là 3.01.
Trong dân số quận đã được trải ra với 24,20% dưới độ tuổi 18, 7,80% 18-24, 30,30% 25-44, 23,10% từ 45 đến 64, và 14,70% từ 65 tuổi trở lên người. Độ tuổi trung bình là 38 năm. Đối với mỗi 100 nữ có 105,20 nam giới. Đối với mỗi 100 nữ 18 tuổi trở lên, đã có 104,80 nam giới.
Thu nhập trung bình cho một hộ gia đình trong quận đã đạt mức USD 40.967, và thu nhập trung bình cho một gia đình là USD 48.730. Phái nam có thu nhập trung bình USD 35.754 so với 22.305 USD của phái nữ. Thu nhập bình quân đầu người đạt mức 18.650 USD. Có 4,90% của các gia đình và 7,70% dân số sống dưới mức nghèo khổ, trong đó có 8,40% những người dưới 18 tuổi và 8,90% của những người 65 tuổi hoặc hơn.